# العلاقات الكاميرونية الكوبية
العلاقات الكاميرونية الكوبية هي العلاقات الثنائية التي تجمع بين الكاميرون وكوبا.

## مقارنة بين البلدين
هذه مقارنة عامة ومرجعية للدولتين:
| وجه المقارنة                                              | الكاميرون                      | كوبا                              |
| --------------------------------------------------------- | ------------------------------ | --------------------------------- |
| المساحة (كم2)                                             | 475.44 ألف                     | 109.88 ألف                        |
| عدد السكان (نسمة)                                         | 24.05 مليون                    | 11.48 مليون                       |
| الكثافة السكانية (ن./كم²)                                 | 50.58                          | 104.48                            |
| العاصمة                                                   | ياوندي                         | هافانا                            |
| اللغة الرسمية                                             | لغة فرنسية، لغة إنجليزية       | اللغة الإسبانية                   |
| العملة                                                    | فرنك وسط أفريقي                | بيزو كوبي، بيزو كوبي قابل للتحويل |
| الناتج المحلي الإجمالي (بليون دولار)                      | 34.80 مليار                    | 87.13 مليار                       |
| الناتج المحلي الإجمالي (تعادل القوة الشرائية) بليون دولار | 72.72 مليار                    |                                   |
| الناتج المحلي الإجمالي الاسمي للفرد دولار أمريكي          | 1.22 ألف                       |                                   |
| الناتج المحلي الإجمالي للفرد دولار أمريكي                 | 2.97 ألف                       |                                   |
| مؤشر التنمية البشرية                                      | 0.512                          | 0.769                             |
| رمز المكالمات الدولي                                      | +237                           | +53                               |
| رمز الإنترنت                                              | .cm                            | .cu                               |
| المنطقة الزمنية                                           | توقيت غرب أفريقيا، ت ع م+01:00 | 00                                |

## منظمات دولية مشتركة
يشترك البلدان في عضوية مجموعة من المنظمات الدولية، منها:
| علم المنظمة | اسم المنظمة                                 | تاريخ انضمام الكاميرون | تاريخ انضمام كوبا |
| ----------- | ------------------------------------------- | ---------------------- | ----------------- |
|             | يونسكو                                      | 11 نوفمبر 1960         | 29 أغسطس 1947     |
|             | منظمة حظر الأسلحة الكيميائية                | ?                      | ?                 |
|             | منظمة التجارة العالمية                      | ?                      | ?                 |
|             | الاتحاد البريدي العالمي                     | ?                      | ?                 |
|             | منظمة الشرطة الجنائية الدولية               | ?                      | ?                 |
|             | الأمم المتحدة                               | 20 سبتمبر 1960         | 24 أكتوبر 1945    |
|             | الاتحاد الدولي للاتصالات                    | 22 ديسمبر 1960         | 16 يناير 1918     |
|             | المنظمة الهيدروغرافية الدولية               | ?                      | ?                 |
|             | مجموعة دول أفريقيا والكاريبي والمحيط الهادئ | ?                      | ?                 |

## وصلات خارجية
- موقع وزارة الخارجية الكاميرونية
- موقع وزارة الخارجية الكوبية